# Богович, Мирко
Ми́рко Бо́гович (хорв. Mirko Bogović; 2 февраля 1816, Вараждин — 4 мая 1893, Загреб) — хорватский поэт, писатель

, издатель и политик. Один из главных деятелей хорватского национального возрождения эпохи иллиризма.

## Биография
Образование получил в военном училище в Петроварадине, продолжил учёбу в г. Сомбатхей и Загребе.
В 1840 году служил комиссаром бана Елачича в Юрополе, потом был членом рейхсрата, в 1850 году оставил государственную службу. Участвовал, как политик и писатель, во всех крупнейших предприятиях хорватов.
После революции 1848 года, в которой М. Богович играл роль народного лидера, всецело отдался литературе.
Во время реакционного режима А. фон Баха в 1850-х годах М. Богович был центральной фигурой хорватской литературы в Австрийской империи.
В 1852 году издавал политический журнал «Neven», но в 1853 г. был посажен в тюрьму.
С 1860 года направление Боговича изменилось: из врага мадьяр он стал приверженцем политики примирения, программу которой разработал в 1861 году в брошюре «Programm uber den Wiederanschluss Croatiens u. Slavoniens an Ungarn».

## Творчество
Один из основателей хорватской новеллы («Приповиести»).
Своё литературное творчество начал в журналах «Кроация» и «Иллирийская денница», затем выпустил два тома лирических стихотворений: «Ljubice» (1844) и «Smilje и Kovilje» (1847), а также политические стихотворения: «Domorodni glasi» («Звуки родины», 1848), написал исторические повести «Pripoverti» (1860), драмы: «Frankopan» (1856), «Matia Gubeé» (1860) и трагедию: «Стефан, последний король боснийский» (1857).
Автор сатирических стихов, поэзии о романтике, политике и патриотизме.